# اووی‌ای
اُ‌و وی اِی (به ژاپنی: オリジナル・ビデオ・アニメーション Orijinaru bideo animēshon، به انگلیسی: Original Video Animation یا OVA) که هم‌چنین به صورت OAV (به انگلیسی: Original Animated Video) نیز شناخته می‌شود، یک واژه ژاپنی برای انیمه‌هایی است که مستقیماً بر روی ویدئو و رسانه خانگی منتشر شده‌اند، بدون اینکه برای اولین بار بر روی تلویزیون یا در سینماها نمایش داده شوند. عنوان‌های اُوی‌اِی برای اولین بار بر روی وی‌اچ‌اس در دسترس بودند و بعدها با محبوب شدن بر روی دیسک‌های لیزری و سرانجام بر روی دی‌وی‌دی در دسترس قرار گرفتند. اُوی‌اِی‌ها معمولاً دارای کیفیت بالاتری نسبت به سریال‌های تلویزیونی می‌باشند، به دلیل بودجه بالا و زمان بیشتری که برای تولید انیمه اختصاص داده می‌شود. به جز تعداد معدودی استثناء، تمام انیمه‌های شهوت‌انگیز به علت محتویاتشان که برای سینما و تلویزیون مناسب نیستند، به صورت اُوی‌اِی منتشر می‌شوند. از تابستان ۲۰۰۸ عبارت اُواِی‌دی نیز منسوب گردید که به اُوی‌اِی‌هایی گفته می‌شد که بر روی دی‌وی‌دی به همراه مانگای آن‌ها منتشر می‌گردید. مثال‌هایی برای انیمه‌های اُوی‌اِی می‌توان به بایبل بلک، انیماتریکس و فولی کولی اشاره داشت.